# سحابی آمریکای شمالی
سّحابی آمریکای شمالی (به انگلیسی: North America Nebula), (NGC 7000 یا Caldwell 20) یک سحابی گسیلشی در صورت فلکی ماکیان است که نزدیک به دنب (دم قو و درخشان‌ترین ستاره آن) قرار دارد. این سحابی به این دلیل نامگذاری شده است که شکل آن شبیه آمریکای شمالی است.
سحابی آمریکای شمالی نزدیک به سحابی مرغ سقا است.

## تاریخچه
در ۲۴ اکتبر ۱۷۸۶، ویلیام هرشل که از اسلاو، انگلستان، انگلستان رصد می‌کرد، متوجه «سحابی شیری رنگ کم‌نوری که در این فضا پراکنده شده بود و در بعضی جاها بسیار روشن بود» شد.
برجسته‌ترین منطقه این سحابی توسط پسرش جان هرشل در ۲۱ اوت ۱۸۲۹ فهرست‌بندی شد. این منطقه در کاتالوگ عمومی جدید به عنوان NGC 7000 فهرست شده است، که در آن به عنوان «سحابی کم‌نور، بسیار بزرگ و پراکنده» توصیف شده است.
در سال ۱۸۹۰، ماکس ولف، عکاسی نجومی پیشگام آلمانی، متوجه شکل مشخصه این سحابی در یک عکس با نوردهی طولانی شد و آن را سحابی آمریکای شمالی نامید.
در مطالعه خود در مورد سحابی‌ها بر روی صفحات Palomar Sky Survey در سال ۱۹۵۹، ستاره‌شناس آمریکایی استوارت شارپلس متوجه شد که سحابی آمریکای شمالی بخشی از همان ابر میان‌ستاره‌ای یونش هیدروژن (منطقه اچ ۲) مانند سحابی مرغ سقا است که توسط یک نوار تاریک از غبار جدا شده است و این دو سحابی را در فهرست دوم خود از ۳۱۳ سحابی درخشان به عنوان Sh2-117 فهرست کرد. ستاره‌شناس آمریکایی بورلی تی. لیندز ابر غبار پنهان کننده را به عنوان L935 در مجموعه سحابی‌های تاریک خود در سال ۱۹۶۲ فهرست‌بندی کرد. ستاره‌شناس رادیویی هلندی گارت وسترهوت منطقه HII Sh2-117 را به عنوان یک ساطع کننده قوی رادیویی با قطر ۳ درجه تشخیص داد و در فهرست سال ۱۹۵۸ خود از منبع رادیویی در اخترشناسی در باند راه شیری به عنوان W80 ظاهر می‌شود.

## اطلاعات عمومی

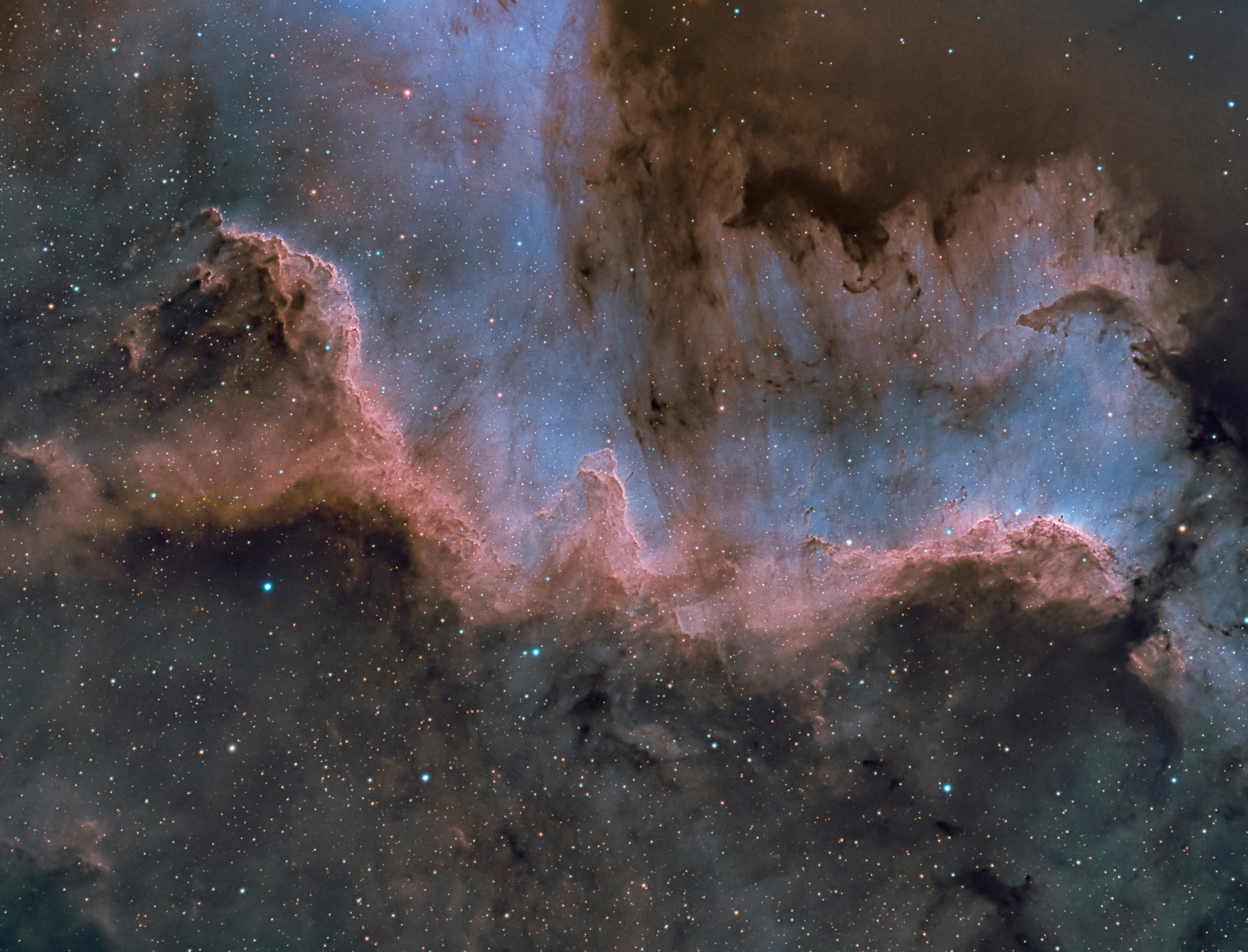
دیوار ماکیان سحابی آمریکای شمالی با فیلتر دوگانه باند باریک به رنگ عکاسی شده است.

سحابی آمریکای شمالی منطقه‌ای بیش از ده برابر مساحت ماه کامل را پوشش می‌دهد، اما روشنایی سطح آن کم است، بنابراین معمولاً با چشم غیرمسلح دیده نمی‌شود. دوربین دوچشمی و تلسکوپ‌هایی با میدان دید بزرگ (تقریباً ۳ درجه) آن را به صورت تکه‌ای مه آلود از نور در زیر آسمان به اندازه کافی تاریک نشان می‌دهند. با این حال، با استفاده از فیلتر UHC، که برخی از طول موج‌های ناخواسته نور را فیلتر می‌کند، می‌توان آن را بدون بزرگنمایی در زیر آسمان تاریک مشاهده کرد. شکل و رنگ مایل به قرمز آن (از هیدروژن Hα خط طیف نوری) فقط در عکس‌های این منطقه دیده می‌شود.
بخشی از سحابی که شبیه مکزیک و آمریکای مرکزی است به نام دیوار ماکیان شناخته می‌شود. این منطقه بیشترین میزان ستاره‌زایی را نشان می‌دهد.
در طول موج‌های نوری، سحابی آمریکای شمالی و سحابی مرغ سقا (کاتالوگ عمومی جدید ۵۰۷۰) به‌طور مشخص جدا به نظر می‌رسند زیرا توسط شبح نوار تاریک غبار کیهانی L935 از هم جدا شده‌اند. با این حال، این ابر تاریک برای امواج رادیویی و تابش مادون قرمز شفاف است و این طول موج‌ها مناطق مرکزی Sh2-117 را که برای یک تلسکوپ معمولی قابل مشاهده نیستند، از جمله بسیاری از ستارگان بسیار درخشان، آشکار می‌کنند.

## فاصله و اندازه

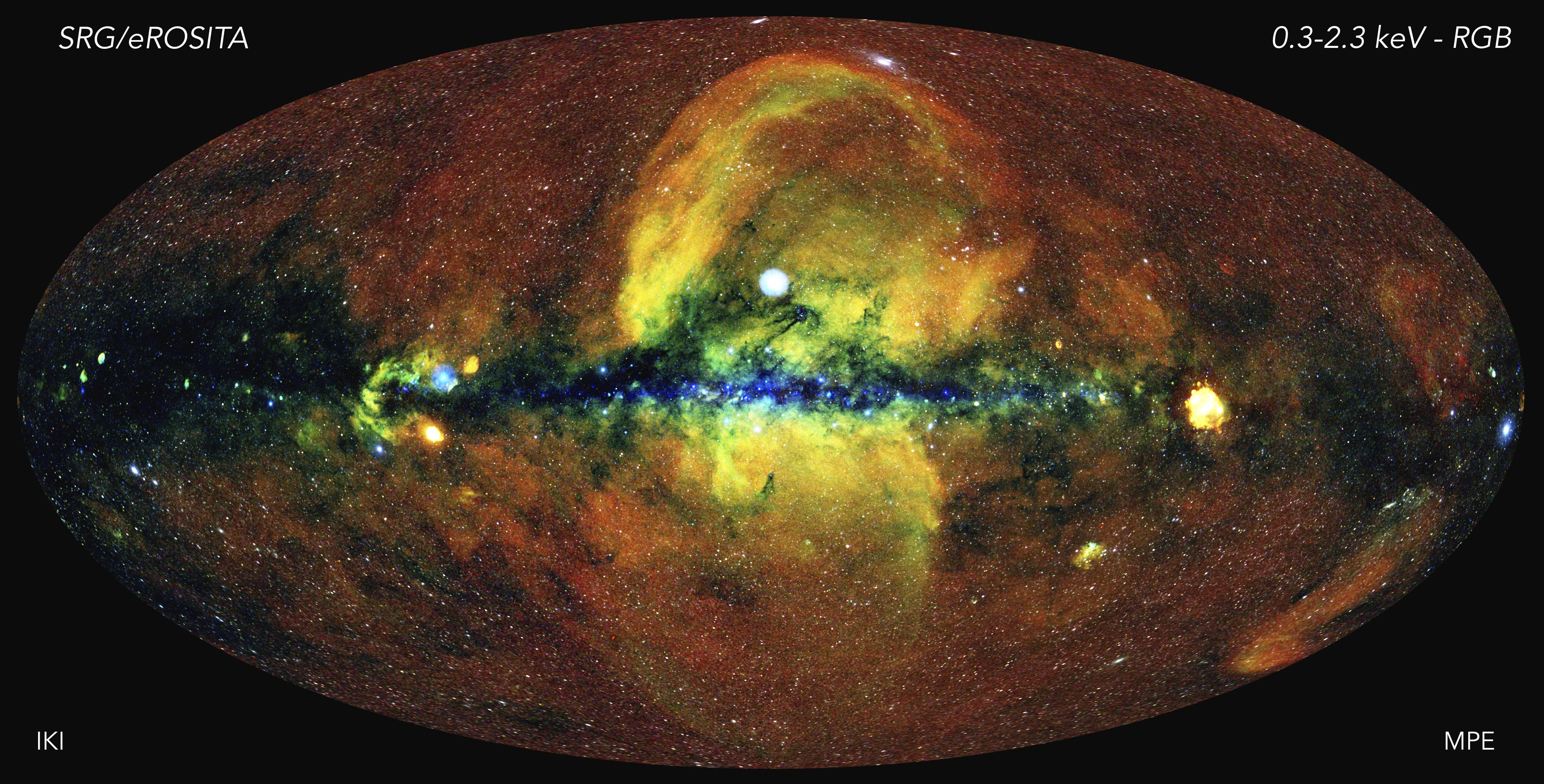
در سمت چپ تصویر، سحابی درخشان آمریکای شمالی (بخش روشن سمت چپ) با Sadr region (بخش روشن سمت راست) در منطقه ماکیان X قرار دارد که از نظر بصری توسط شکاف ماکیان، از صورت فلکی ماکیان، در این تصویر پرتو ایکس قطع شده است.

فاصله تا سحابی‌های آمریکای شمالی و مرغ سقا بحث‌برانگیز بود، زیرا روش‌های دقیقی برای تعیین فاصله یک منطقه HII وجود ندارد. تا سال ۲۰۲۰، اکثر ستاره‌شناسان مقدار ۲۰۰۰ سال نوری را پذیرفتند، اگرچه تخمین‌ها از ۱۵۰۰ تا ۳۰۰۰ سال نوری متغیر بود. اما در سال ۲۰۲۰، گایا فاصله تا ۳۹۵ ستاره واقع در منطقه HII را اندازه‌گیری کرد و به سحابی‌های آمریکای شمالی و مرغ سقا فاصله ۲۵۹۰ سال نوری (۷۹۵±۲۵ پارسک) داد. تخمین زده می‌شود که کل منطقه HII Sh2-117 به اندازه ۱۴۰ سال نوری وسعت داشته باشد و سحابی آمریکای شمالی ۹۰ سال نوری از شمال به جنوب امتداد داشته باشد.

## ستاره یونیزه‌کننده
مناطق HII می‌درخشند زیرا گاز هیدروژن آنها توسط فرابنفش از یک ستاره داغ یونیده می‌شود. در سال ۱۹۲۲، ادوین هابل پیشنهاد کرد که دنب ممکن است مسئول روشن کردن سحابی آمریکای شمالی باشد، اما به زودی مشخص شد که به اندازه کافی داغ نیست: دنب دمای سطحی ۸۵۰۰ کلوین دارد، در حالی که طیف سحابی نشان می‌دهد که توسط ستاره‌ای داغ‌تر از ۳۰۰۰۰ کلوین گرم می‌شود. علاوه بر این، دنب به خوبی از وسط مجموعه کامل سحابی آمریکای شمالی/مرغ سقا (Sh2-117) فاصله دارد و در سال ۱۹۵۸ جورج هوارد هربیگ متوجه شد که ستاره یونیزه کننده باید پشت ابر تاریک مرکزی L935 قرار داشته باشد. در سال ۲۰۰۴، ستاره‌شناسان اروپایی فرناندو کومرون و آنا پاسکوالی با استفاده از داده‌های بررسی دو میکرون همه آسمان، به دنبال ستاره یوننده (یونیزه‌کننده) در پشت L935 در طول موج‌های فروسرخ بودند و سپس رصدهای دقیقی از مظنونان احتمالی با تلسکوپ ۲٫۲ متری در رصدخانه کالار آلتو در اسپانیا انجام دادند. یک ستاره که با نام J205551.3+435225 فهرست شده است، تمام معیارها را برآورده می‌کند. این ستاره که درست در مرکز Sh2-117 قرار دارد و دمای آن بیش از ۴۰۰۰۰ کلوین است، تقریباً مطمئناً ستاره یونندهٔ سحابی‌های آمریکای شمالی و مرغ سقا است.
مشاهدات بعدی نشان داده است که J205551.3+435225 یک ستاره رده‌بندی ستارگان O3.5 است که یک ستاره داغ دیگر (نوع O8) در مدار آن قرار دارد. J205551.3+435225 درست در کنار "ساحل فلوریداً سحابی آمریکای شمالی قرار دارد، بنابراین به‌طور راحت‌تر به نام ستاره باهامار ("Islas de Bajamar" به معنای "جزایر جزر و مد" در اسپانیایی است، نام اصلی باهاما بود زیرا بسیاری از آنها فقط در هنگام جزر و مد از یک کشتی به راحتی دیده می‌شوند) نامگذاری شده است.
اگرچه نور ستاره باهامار توسط ابر تاریک L935 به میزان ۹٫۶ قدر (تقریباً ۱۰۰۰۰ برابر) کم‌نور می‌شود، اما در طول موج‌های نوری با قدر ۱۳٫۲ به‌طور ضعیف قابل مشاهده است. اگر این ستاره را بدون کم‌نور شدن می‌دیدیم، با قدر ۳٫۶ می‌درخشید، تقریباً به اندازه منقار ماکیان، ستاره‌ای که سر قو را مشخص می‌کند.

## نگارخانه

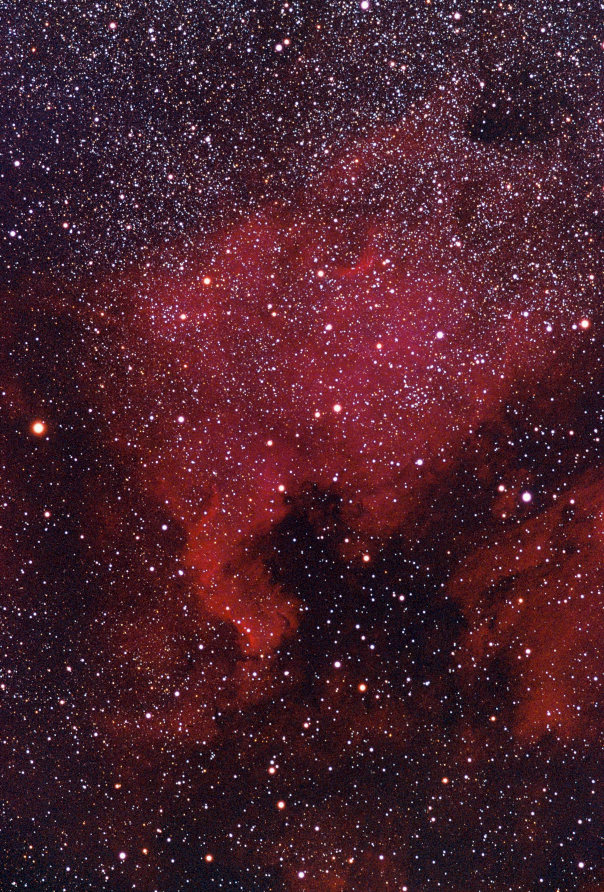
تصویر آماتوری
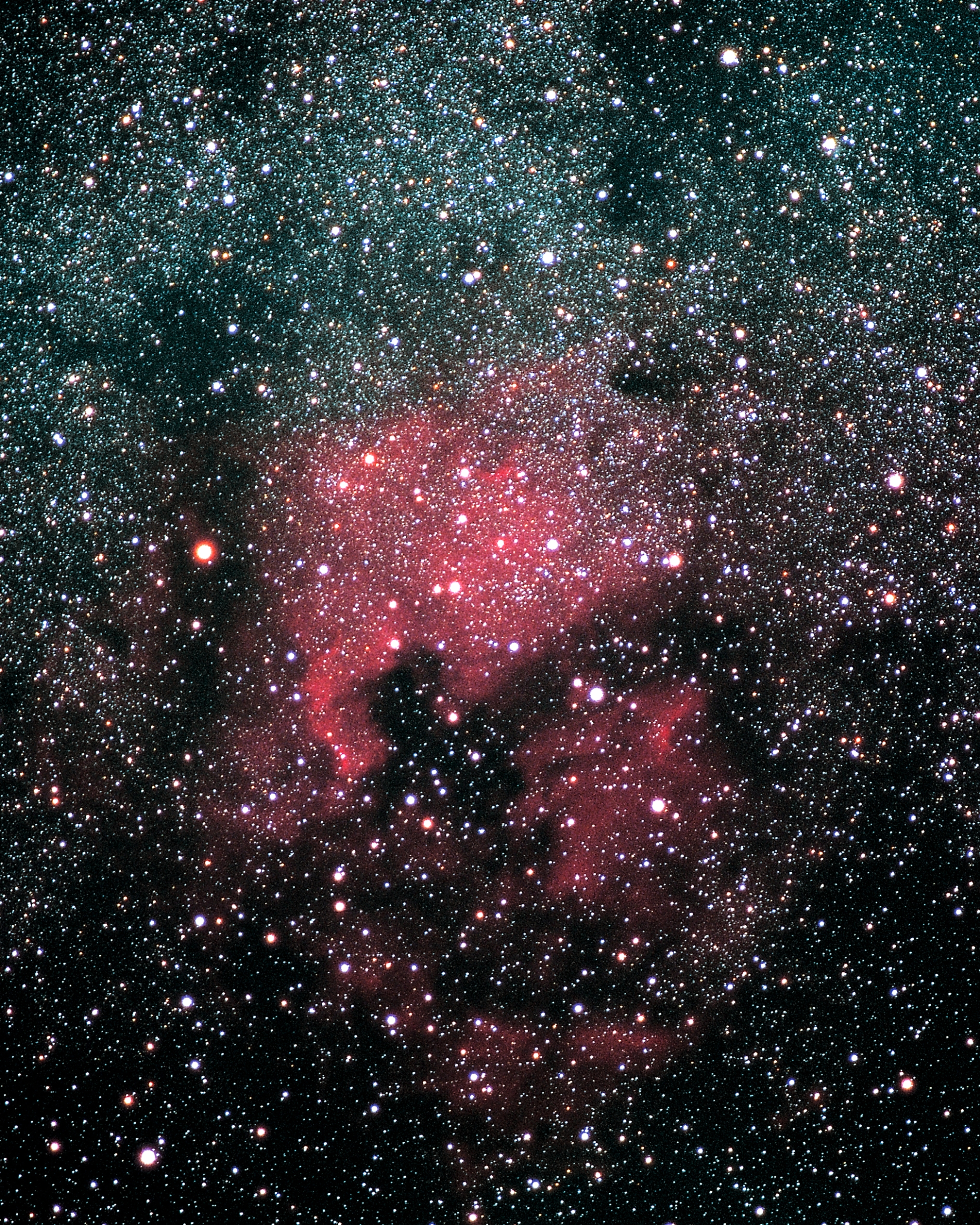
(تصویر آماتوری)